# 방콕 데인저러스 (1999년 영화)
《방콕 데인저러스》(บางกอกแดนเจอรัส เพชฌฆาตเงียบ อันตราย, Bangkok Dangerous)는 태국에서 제작된 옥사이드 팽 감독의 1999년 액션, 느와르 영화이다. 파왈리트 몽콜피싯 등이 주연으로 출연하였고 논지 니미부트르 등이 제작에 참여하였다. 동명의 2008년 리메이크도 제작되었다.

## 출연

### 주연
- 파왈리트 몽콜피싯
- 프렘시니 라타나소파

### 조연
- 파사라와린 팀쿨

## 수상 및 후보 지명
- 2000 토론토 국제 영화제: FIPRESCI 수상
- 2001 로테르담 국제 영화제: 타이거상 후보 지명